# 西條康夫
西條 康夫（さいじょう やすお）は、日本の腫瘍内科医・呼吸器内科医。専門は、腫瘍学・臨床薬理学・臨床遺伝学・再生医療学。学位は、医学博士。新潟大学医歯学総合研究科 腫瘍内科学教授。新潟大学医歯学総合病院腫瘍センター部長、新潟大学医学部副学部長 (2015-2020)を歴任。

## 略歴
- 1984年　新潟大学医学部卒業[4]
- 1986年　東北大学抗酸菌病研究所内科学教室[5]
- 1991年　Baylor College of Medicine 薬理学分野[6]
- 1995年　東北大学加齢医学研究所 腫瘍制御部門 呼吸器腫瘍研究分野 助手[7]
- 2000年　東北大学病院 遺伝子・呼吸器内科 助手 (加齢医学研究所附属病院統合に伴う) [7]
- 2002年　東北大学病院 遺伝子・呼吸器内科 助教授[7]
- 2003年　東北大学加齢医学研究所呼吸器腫瘍研究分野 教授[7]
- 東北大学医学系研究科附属附属創生応用医学研究センター 先進医療開発部門 遺伝子医療開発分野 教授[7]
- 2008年　弘前大学医学研究科 腫瘍内科学 教授[7]
- 2012年　新潟大学医歯学総合研究科 腫瘍内科学 教授[7]

## 資格
- 日本内科学会：総合内科専門医・指導医[4]
- 日本臨床腫瘍学会：がん薬物療法専門医・指導医[4]
- 日本がん治療認定医機構：がん治療認定医・指導責任者[4]
- 日本呼吸器学会：呼吸器専門医・指導医[4]

## 業績

### 主要論文
・Generation of Lungs by Blastocyst Complementation in Apneumic Fgf10-Deficient Mice：Cell Reports 2020
・Gefitinib or Chemotherapy for Non–Small-Cell Lung Cancer with Mutated EGFR：N Engl J Med 2010
・Severe acute interstitial pneumonia and gefitinib：Lancet 2003
・Proinflammatory Cytokine IL-1β Promotes Tumor Growth of Lewis Lung Carcinoma by Induction of Angiogenic Factors: In Vivo Analysis of Tumor-Stromal Interaction： J Immunol 2002
・The effect of antisense p120 construct on p120 expression and cell proliferation in human breast cancer MCF-7 cells：Cancer Letters 1993

### 著書
・Induced pluripotent stem cells for trachea engineering /iPSCs in Tissue Engineering Chapter 6
・Drug-Induced Lung Injury pp 129-138 (2017)

## 学会・各種委員会
- 腫瘍内科医会役員[15]
- 日本臨床腫瘍学会協議員[16]
- 日本呼吸器学会 腫瘍学術部会 "肺、縦隔および胸膜の腫瘍に関する諸問題" プログラム委員[17]
- 日本肺癌学会 化学療法効果判定基準委員会 委員
- 東北がんネットワーク運営委員[18]
- NPO法人東北臨床腫瘍研究会 効果安全性評価委員会 委員[19]
- 新潟大学医歯学総合病院治験審査委員会 倫理審査委員会 委員[20]